# Malarstwo kangryjskie

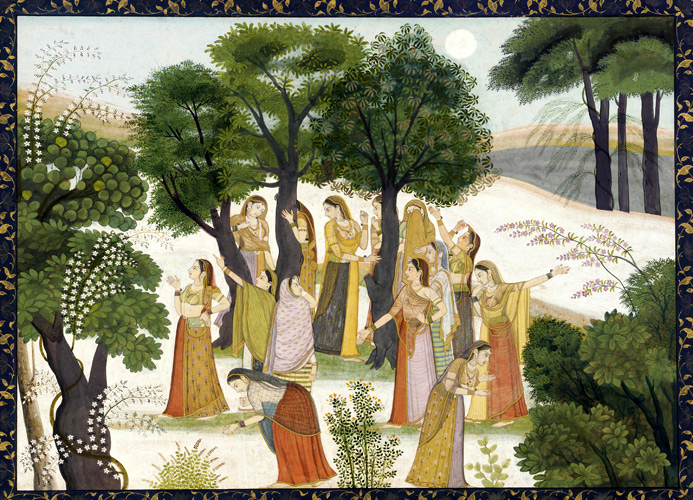
Pasterki Gopi szukające Kryszny

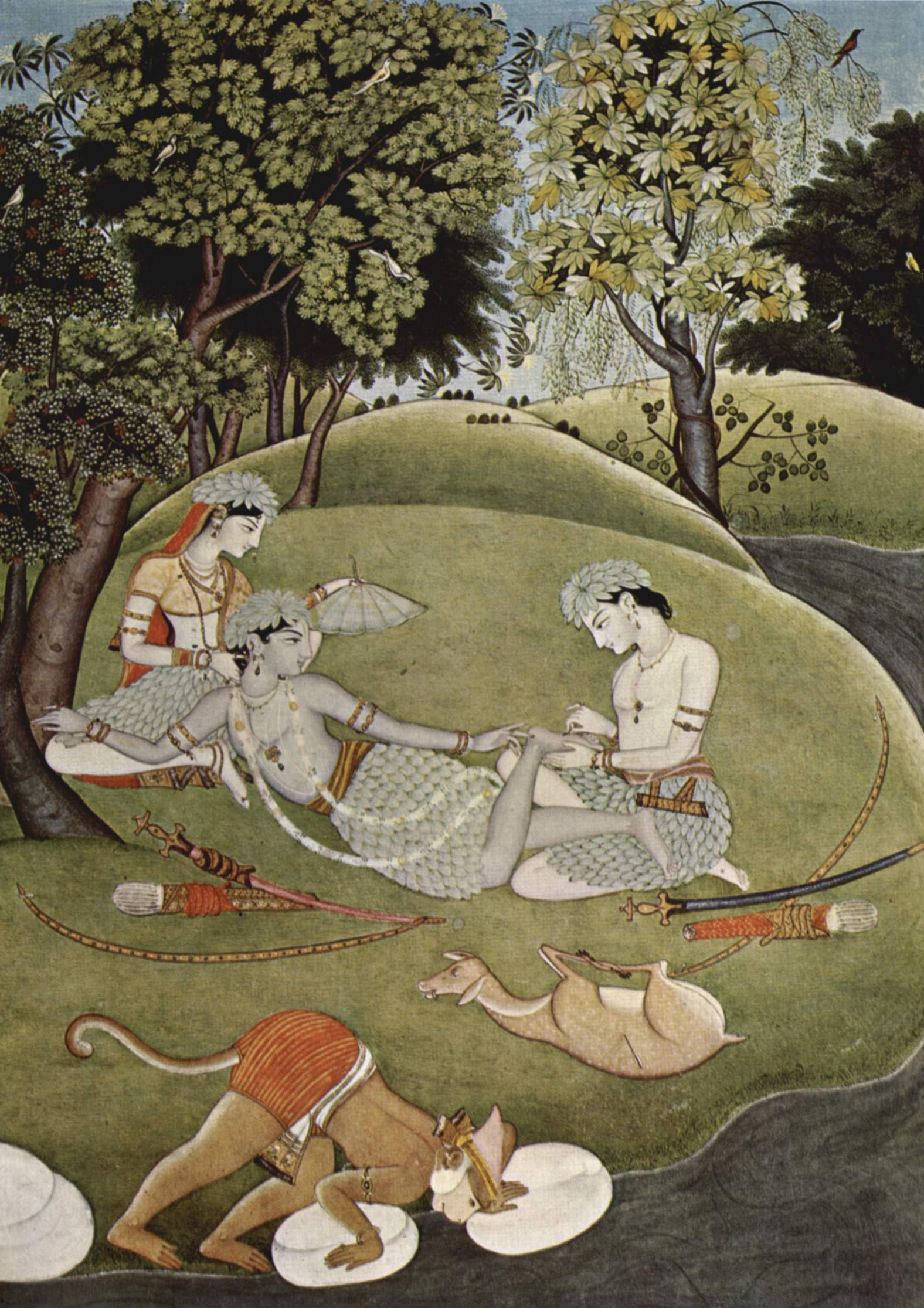
Rama i Sita w lesie

Malarstwo kangryjskie ang. "Kangra painting" - styl w malarstwie indyjskim, który wytworzył się w XVII - XIX w. pod mecenatem królów radżpuckich, zwłaszcza maharadży Sansar Ćanda, w himalajskiej dolinie Kangra. Należy do szerszego nurtu tzw. malarstwa Pahari, czyli górskiego.

## Tematyka
Najbardziej popularnym tematem jest motyw miłości Radhy i Kryszny, inspirowany poematem Gita Gowinda, poza tym legenda o Nalu i Damajanti. 

## Cechy charakterystyczne stylu kangryjskiego
Najbardziej uderzającą cechą jest bogactwo barw w pejsażach, zwłaszcza wiele odcieni zieleni. Styl jest realistyczny, z wielką dbałością o detale. Mistrzowski poziom osiągano również w portretach kobiecych. W późniejszych dziełach pojawiają się także sceny nocne.